# 空飛ぶ霊長類仮説
空飛ぶ霊長類仮説（そらとぶれいちょうるいかせつ、Flying Primate Hypothesis） は、オオコウモリがコウモリの一亜群ではなく、霊長目の姉妹群であるという仮説。1986年にオーストラリアのクイーンズランド大学クイーンズランド脳研究所の神経科学者であるジャック・ペティグリューが提唱した。多くの学者がDNA系統的に間違っていると主張したが、ペティグリューらは「オオコウモリとコウモリのDNAが似ているのは、飛翔に必要なタンパク質が類似しているため」であり、「生化学的な研究からも、霊長類とオオコウモリのみが持つ特徴がある」として反論した。
21世紀以降では、分子系統解析を中心としたほとんどの研究において翼手目（オオコウモリとココウモリ）は単系統群であり霊長目とは近縁ではないという仮説が支持されており、翼手目はローラシア獣類、霊長目は真主齧類という別のグループにまとめられている。

## 背景
分子系統学が発展する以前の形態や生態に基づく分類では、コウモリ（翼手目）はオオコウモリ（大翼手亜目）とココウモリ（小翼手亜目）の2群に分けられていた。コウモリは食虫目と霊長目の両方に類似点を持っており、化石記録も乏しいことからどのような祖先から進化したのか、オオコウモリとココウモリの起源が同一なのかがわかっていなかった。一方で、翼手目や霊長目などは有爪区Unguiculataに分類され、原始的な食虫類から進化したと考えられていた。
この仮説を唱えたペティグリューらによると、霊長目（サル、ヒト）、登木目（ツパイなど）、皮翼目（ヒヨケザルなど）、翼手目を同じ上目（主獣類Archonta）にまとめるという概念は、ペティグリュー以前から提案されていた。その中でもオオコウモリが霊長類に近縁であるという主張は、1758年に生物分類学の祖ともいえるカール・フォン・リンネによって最初に提唱され、1980年にカリフォルニア州立大学のJ.D.スミスによって再提唱された。
この他、オオコウモリはニパウイルス感染症やマールブルグ熱といった人獣共通感染症の重要な宿主としても知られる。

## 論争
以下に述べる通り、空飛ぶ霊長類仮説を支持する論文を発表しているのは、提唱者であるペティグリューと共同研究者、および南アフリカのウィットウォーターズランド大学の研究者らがほとんどである。
（ペティグリュー）1986年、オーストラリアのクイーンズランド大学のクイーンズランド脳研究所の神経科学者であるジャック・ペティグリューは、科学雑誌サイエンスに、オオコウモリ属の網膜と中脳の上丘との接続が、他の哺乳類には見られない霊長目と同様の仕組みを持つとの論文を発表した。さらに1989年、別の論文誌で、オオコウモリ、皮翼目（ヒヨケザルなど）、そして霊長目が、同じ系統の初期の樹上性哺乳類から進化したと主張した。ただし、ココウモリ（オオコウモリ以外のコウモリ）が霊長類に近いとするのは無理があると考え、まず霊長類・オオコウモリと、ココウモリが分かれ、その後に霊長類とオオコウモリが分かれたと主張した。そして、オオコウモリとココウモリの形が似ているのは祖先が共通だからではなく、分かれた後にそれぞれが獲得した収斂進化の結果（イルカとサメが似ているようなもの）だと説明した 。
（否定的）1991年11月、米国のシンシナティ大学の研究チームは、ミトコンドリアDNAを分析することで、オオコウモリとココウモリは単系統であり、大型コウモリと霊長類の神経学的類似性の方が収斂進化によるものであることを示唆している、と発表した。
（否定的）1991年12月、ドイツのルール大学の研究チームは、別のオオコウモリの1属であるルーセットオオコウモリ属(Rousettus) の研究を行い、このオオコウモリにはペティグリューが仮説の根拠としている網膜と脳の上丘の間の高度な接続が見られないと発表した。
（否定的）1992年、ウェイン州立大学とエモリー大学の研究者は、視細胞間レチノイド結合タンパク質の核遺伝子コーディング配列を用いて、オオコウモリが遺伝的に霊長類に近い、との仮説を否定した。さらにコウモリを含む「Archonta（霊長類＋ツパイ＋皮翼類＋コウモリ）」という上目の分類も否定した。ただしこのタンパク質の遺伝子には系統解析上の限界があり不明確な点もあると述べている。
（ペティグリュー）1994年3月、クイーンズランド大学のペティグリューらは、飛行は高エネルギー消費を伴うため、コウモリのDNAが他の哺乳類と比べて特定の塩基組成の偏り（A/Tが多く、G/Cが少ない）を持ち、その結果、オオコウモリ（Megachiroptera）とココウモリ（Microchiroptera）が誤って遺伝的に近いと誤認されたとする「飛翔DNA仮説」を提唱した。
（肯定的）1994年11月、オーストラリアのクイーンズランド大学の生理学・薬理学教室の研究チームは、オオコウモリ10種を分析し、オオコウモリが霊長類と共通の祖先から分岐した初期の段階に属する可能性があると発表した。
（ペティグリューら）1998年4月、ウィスコンシン大学動物学博物館の研究者とクイーンズ大学のペティグリューは、DNA-DNA分子交雑法を用いてコウモリ16種（10科）と霊長類2種、皮翼類1種、登木目1種、有袋類1種の全ゲノム解析を行い、キクガシラコウモリ上科（Rhinolophoidea）とオオコウモリ科（Pteropodidae）は遺伝的に近く、ココウモリ類（Microchiroptera）とは別系統であり、飛翔能力がそれぞれで発達した可能性が否定できない、としている。
（否定的）1998年12月、テキサス工科大学とテキサス大学の研究チームは、2つの核遺伝子と3つのミトコンドリア遺伝子を用いてコウモリの系統を分析し、コウモリの単系統性はDNA配列データによって強く裏付けられるとして、ペティグリューの1994年の仮説を否定した。
（否定的）2000年、米国ヴァンダービルト大学とクイーンズランド大学の研究者らは、オオコウモリの視覚系におけるカルシウム結合タンパク質の分布を調査することで、オオコウモリの視覚系が霊長類よりもむしろ他の哺乳類と共通する要素が多いと発表した。
（否定的）2001年、カリフォルニア大学の研究チームは、始新世のコウモリ化石とオオコウモリ、ココウモリの喉の形状とDNAの関係を調べ、オオコウモリとココウモリが共通の祖先を持つ単系統群だとの推測を発表した。
（否定的）2005年、アメリカ国立がん研究所とカリフォルニア大学の研究チームは、すべての現生コウモリ科を対象とした詳細な分子系統解析を行い、オオコウモリがココウモリと同じ系統であり、共通の祖先を持つと結論した。
（肯定的）2007年、南アフリカのウィットウォーターズランド大学の研究者らは、ココウモリの脳の仕組みは食虫目（モグラ）に近いものの、他の哺乳類とは大きく異なる、という論文を発表した。同じ研究チームはオオコウモリは霊長類に近い神経構造を持つとも発表した。
（ペティグリュー）2008年、クイーンズランド大学のペティグリューらは、自分たちの仮説の有力な反例とされてきたオオコウモリ類ルーセットオオコウモリ属の研究を行い、3匹の成体ルーセットオオコウモリ属の上丘に蛍光デキストランをトレーサーとして注入し、2週間後に網膜を蛍光観察した結果、6つの網膜すべてで、視交叉ラインの両側に赤色および緑色に標識された神経細胞が並んで存在することから、ルーセットオオコウモリ属も他のオオコウモリと同様に、霊長類と一致し、他の哺乳類とは一致しない特徴を持つと発表した。
（ペティグリュー）2010年10月、ペティグリューと南アフリカのウィットウォーターズランド大学の研究者らは、オオコウモリ類であるストローオオコウモリ(Eidolon helvum) とワールベルクケンショウコウモリ(Epomophorus wahlbergi) の脳内におけるコリン作動性、推定カテコールアミン作動性、およびセロトニン作動性の神経系の核構造を免疫組織化学的手法を用いて調査し、38種の哺乳類と82の神経系の特徴を用いた系統解析した結果、オオコウモリ類が霊長類と姉妹群を形成し、他の哺乳類とは異なる進化的系統に属し、オオコウモリ類とココウモリ類の間には明確な系統的関係が見られないと結論した。
（やや肯定的）2012年、南アフリカのウィットウォーターズランド大学の研究者らは、脳全体に対する小脳の割合が、霊長類、食虫類、大型翼手類が一致しているのに対して、ゾウ、ハクジラ類、小型翼手類が小さいと報告した。
（やや肯定的）2013年、南アフリカのウィットウォーターズランド大学の研究者らは、いわゆる空飛ぶ霊長類仮説について、DNA 配列解析研究の結果からオオコウモリとココウモリは単系統性が高いとする説が有力だとしながらも、2つが独立して進化したことを裏付ける新たな神経特性が見つかったと報告している。
（否定的）2020年、東京工業大学の東工大ニュースは、二階堂雅人らの研究チームがオオコウモリ2種の全ゲノム配列を解読した論文の解説の中で、DNA配列を用いた分子系統解析でこの仮説は否定され、オオコウモリはココウモリからの派生であると述べられている。